# Wirion

Schemat budowy wirusa: A - wirus nagi B - wirus z osłonką
1) kwas nukleinowy;
2) kapsyd;
3) nukleokapsyd; 4) kapsomery;
5) osłonka;
6) glikoproteiny.

Wirion − pojedyncza, kompletna cząstka wirusowa, zdolna do przetrwania poza komórką i zakażenia jej. Składa się z nukleokapsydu złożonego z jednego  kwasu nukleinowego (DNA albo RNA) otoczonego białkowym płaszczem zwanym kapsydem. Nukleokapsyd może być pokryty osłonką (np.: herpeswirusy, wirus grypy) lub pozostawać nagi (np.: adenowirusy, papillomawirusy, wirus mozaiki tytoniu). Osłonka pochodzić może z błony komórkowej komórki gospodarza. Bardziej złożoną budowę ma część wirionów bakteriofagów.